# Stictoleptura rufa
Stictoleptura rufa es una especie de escarabajo longicornio del género Stictoleptura, tribu Lepturini, familia Cerambycidae. Fue descrita científicamente por Brullé en 1832.
Se distribuye por Albania, Armenia, Azerbaiyán, Bosnia y Herzegovina, Bulgaria, Reino Unido, Croacia, Georgia, Grecia, Irak, Irán, Macedonia, Serbia y Turquía. Mide 11-16 milímetros de longitud. El período de vuelo ocurre en los meses de mayo y junio.